# Frederick Lubin
Frederick Lubin (Berkshire, 23 agosto 2004) è un pilota automobilistico britannico con origini statunitense, attualmente impegnato nel Mondiale Endurance.

## Carriera
Lubin inizia a correre in karting all'età di 14 anni, relativamente più tardi rispetto agli altri ragazzi della sua età. Nel 2020 debutta in monoposto correndo nella Formula 4 britannico per il team TRS Arden Junior Team. Durante la stagione dimostra molta costanza di risultati ma non riesce a raggiungere il podio. Chiude la stagione al nono posto in classifica e secondo tra i Rookie dietro a Christian Mansell. Nel 2021 rimane legato al team Arden passando al Campionato GB3, dove ottiene i suoi primi podi in monoposto.
Nei primi mesi del 2022 prende parte a metà della Formula Regional Asia con il team Evans GP. Nel resto del anno corre con il Team Motopark nella Euroformula Open. Nella serie europea ottiene nove podi tra cui la vittoria nel ultima gara stagionale aCatalogna. Chiude l'anno al quarto posto in classifica e secondo tra i Rookie.

### Endurance

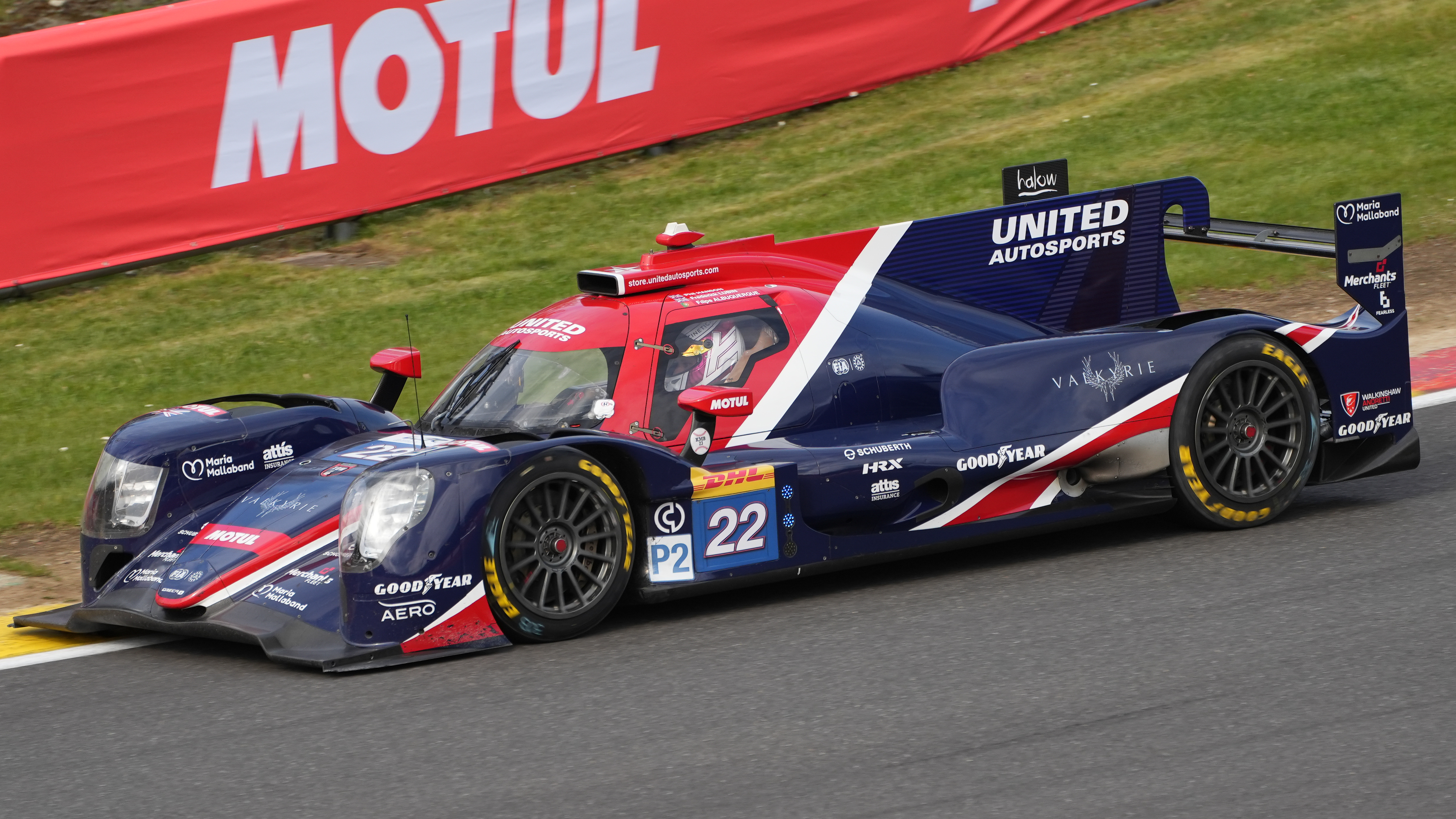
Frederick Lubin durante la 6 ore di Spa 2023

Sul finire del 2022, Lubin prende parte ai Rookie-test del Campionato del mondo endurance correndo per il team Vector Sport. L'anno seguente si unisce al team United Autosports insieme a Philip Hanson e Filipe Albuquerque correndo nella Classe LMP2. Lubin esordisce ottenendo la vittoria di classe nella 1000 Miglia di Sebring.

## Risultati

### Riassunto della carriera
| Stagione | Serie                 | Team                  | Gare | Vittorie | Pole | GPV | Podi | Punti | Pos. |
| -------- | --------------------- | --------------------- | ---- | -------- | ---- | --- | ---- | ----- | ---- |
| 2020     | Formula 4 britannico  | TRS Arden Junior Team | 26   | 0        | 0    | 0   | 0    | 111   | 9º   |
| 2021     | Campionato GB3        | Arden International   | 18   | 0        | 0    | 1   | 2    | 263   | 11º  |
| 2022     | Formula Regional Asia | Evans GP              | 9    | 0        | 0    | 0   | 0    | 10    | 19º  |
| 2022     | Euroformula Open      | Team Motopark         | 26   | 1        | 0    | 2   | 9    | 293   | 4º   |
| 2023     | WEC - LMP2            | United Autosports     | 2    | 1        | 0    | 0   | 2    | 56*   |      |

* Stagioni in corso.

### Risultati in Formula Regional asiatica
(legenda) (Le gare in grassetto indicano la pole position) (Le gare in corsivo indicano Gpv)
| Stagione | Squadra  | 1   | 2   | 3   | 4   | 5   | 6   | 7   | 8   | 9   | 10  | 11  | 12  | 13  | 14  | 15  | Punti | Pos. |
| -------- | -------- | --- | --- | --- | --- | --- | --- | --- | --- | --- | --- | --- | --- | --- | --- | --- | ----- | ---- |
| 2022     | Evans GP | ABU | ABU | ABU | DUB | DUB | DUB | DUB | DUB | DUB | DUB | DUB | DUB | ABU | ABU | ABU | 10    | 19º  |
| 2022     | Evans GP | 7   | 8   | 21  | 16  | 12  | 14  | 17  | 19  | 18  |     |     |     |     |     |     | 10    | 19º  |

### Risultati in EuroFormula
(legenda) (Le gare in grassetto indicano la pole position) (Le gare in corsivo indicano Gpv)
| Anno | Team          | 1   | 2   | 3   | 4   | 5   | 6   | 7   | 8   | 9   | 10  | 11  | 12  | 13  | 14  | 15  | 16  | 17  | 18  | 19  | 20  | 21  | 22  | 23  | 24  | 25  | 26  | Punti | Pos. |
| ---- | ------------- | --- | --- | --- | --- | --- | --- | --- | --- | --- | --- | --- | --- | --- | --- | --- | --- | --- | --- | --- | --- | --- | --- | --- | --- | --- | --- | ----- | ---- |
| 2022 | Team Motopark | EST | EST | EST | PAU | PAU | LEC | LEC | LEC | SPA | SPA | SPA | HUN | HUN | HUN | IMO | IMO | IMO | RBR | RBR | RBR | MNZ | MNZ | MNZ | CAT | CAT | CAT | 301   | 4º   |
| 2022 | Team Motopark | 5   | 2   | 2   | Rit | 8   | 8   | 6   | 4   | 7   | 6   | 6   | 3   | 6   | 4   | 5   | 2   | 3   | 5   | 4   | 7   | 2*  | 4   | 3   | 5   | 3   | 1   | 301   | 4º   |

### Risultati nel Campionato del mondo endurance
| Anno    | Squadra           | Classe | Vettura  | SEB | ALG | SPA | LMS | MON | FUJ | BHR | Punti | Pos. |
| ------- | ----------------- | ------ | -------- | --- | --- | --- | --- | --- | --- | --- | ----- | ---- |
| 2023    | United Autosports | LMP2   | Oreca 07 | 1   | 2   | 5   | 8   | 6   | 2   | 9   | 104   | 3°   |
| Legenda |                   |        |          |     |     |     |     |     |     |     |       |      |

* Stagione in corso.

### Risultati 24 ore di Le Mans
| Anno | Team              | Co-Piloti                        | Auto        | Classe | Giri | Pos. | Classe Pos. |
| ---- | ----------------- | -------------------------------- | ----------- | ------ | ---- | ---- | ----------- |
| 2023 | United Autosports | Filipe Albuquerque Philip Hanson | Alpine A470 | LMP2   | 320  | 21º  | 11º         |